# سفارة مصر في واشنطن العاصمة

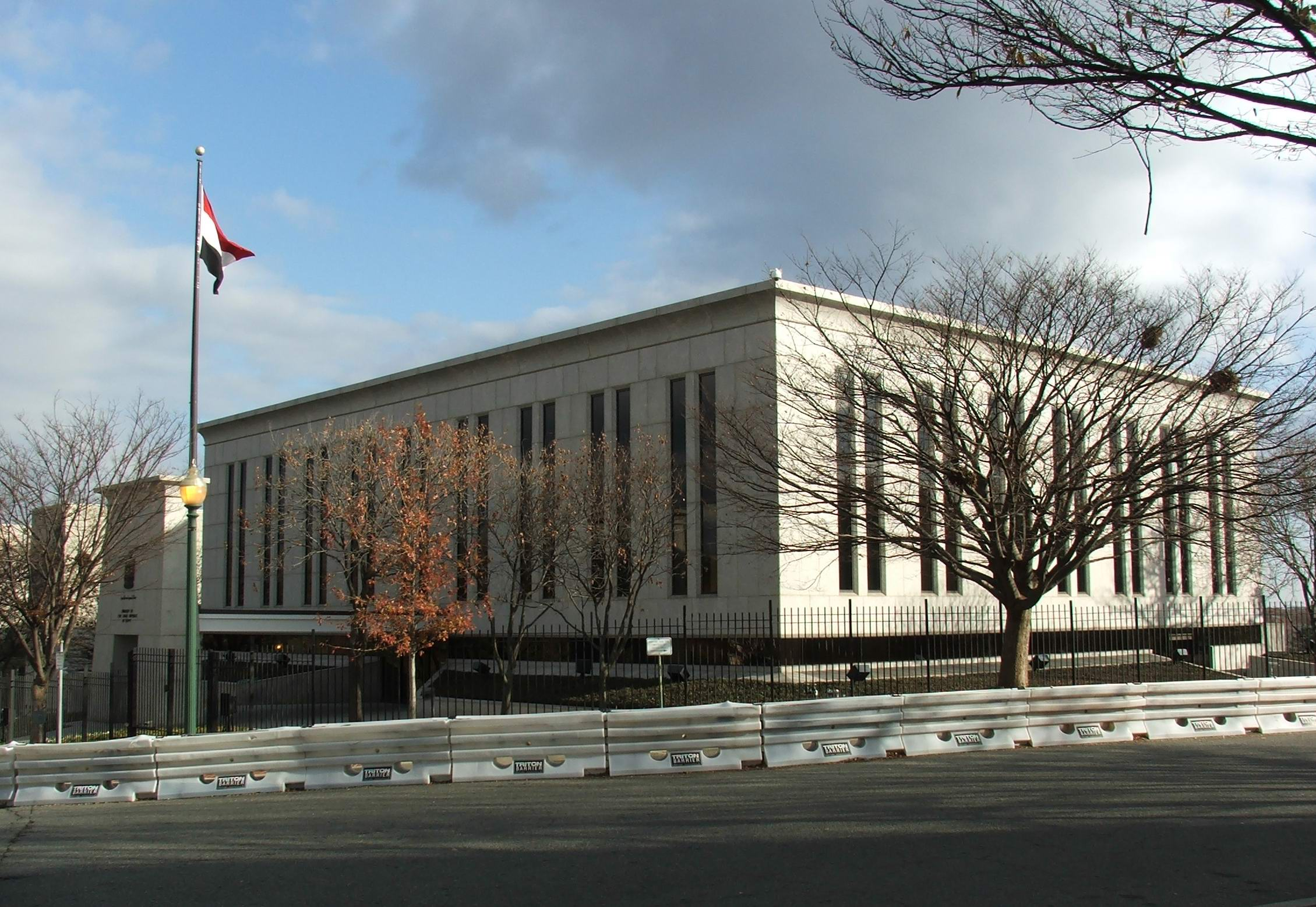
سفارة مصر في واشنطن.

سفارة مصر في واشنطن، هي بعثة دبلوماسية لجمهورية مصر العربية إلى الولايات المتحدة.تقع في 3521 المحكمة الدولية (بالإنجليزية: 3521 International Court),شمال غرب واشنطن في حي كليفلاند بارك.
السفارة أيضاً تدير قنصليات مصر في شيكاغو,هيوستن,لوس أنجلوس ونيويورك.
السفير هو معتز زهران .

## أحداث
في عام 2011، كانت هناك بعض الاحتجاجات هناك، كجزء من الربيع العربي .

## وصلات خارجية
- الموقع الرسمي
- ويكيمابيا